# Пушмуцовская волость
Пушмуцовская волость (латыш. Pušmucovas pagasts) — одна из двадцати пяти территориальных единиц Лудзенского края Латвии. Находится в центре края. Граничит с Звиргзденской, Блонтской, Мердзенской и Межвидской волостями своего края. 
Волостным центром является село Пушмуцова (латыш. Pušmucova), в 10 км к северу от города Лудза.

## Население
По данным переписи населения Латвии 2011 года, из 580 жителей Пушмуцовской волости латыши составляли 86,2 % (500 чел.), русские —  12,6 % (73 чел.).  На начало 2015 года население волости составляло 561 постоянный житель.